# Vogtsburg im Kaiserstuhl
Vogtsburg im Kaiserstuhl település Németországban, azon belül Baden-Württembergben. Lakosainak száma 6218 fő (2023. december 31.). Vogtsburg im Kaiserstuhl Artzenheim, Breisach am Rhein és Ihringen községekkel határos.

## Népesség
A település népessége az elmúlt években az alábbi módon változott:
| Lakosok száma | 5073 | 5268 | 5171 | 5081 | 5286 | 5507 | 5707 | 5661 | 5808 | 6218 |
|               | 1961 | 1967 | 1974 | 1980 | 1987 | 1993 | 2000 | 2006 | 2013 | 2023 |